# أوراكا البرتغالية، ملكة ليون
أوراكا البرتغالية (قلمرية, 1148 تلفظ برتغالي: ‎/uˈʁakɐ/‏ – وامبا، بلد الوليد، 1211 ) هي ملكة ليون وجليقية القرينة بزواجها من فرناندو الثاني، وأيضًا انفانتا برتغالية حيث أنها الابنة الأولى لألفونسو الأول ملك البرتغال ومافالدا من سافوي.
تزوجت أوراكا من فرناندو الثاني في سنة 1165 م، فكانت أول انفانتا برتغالية تتزوج من ملك لـ مملكة ليون، وأنجبت منه ابنهما الوحيد ألفونسو التاسع في سنة 1171 م. في عام 1171 أو 1172 م، قام البابا ألكسندر الثالث بإلغاء الزواج لقرابة العصب، كونهما من أحفاد ألفونسو السادس ملك ليون وقشتالة، فترهبنت بعد ذلك، وإنضمت إلى فرسان القديس يوحنا وتقاعدت للعيش في أديرة المدن التي منحها لها زوجها عند الزواج، حتى تقاعدت أخيراً في دير سانتا ماريا دي وامبا حيث دفنت هناك. أما زوجها فقد سارع بالزواج من تيريزا فرنانديث دي ترافا ابنة فرناندو بيريز دي ترافا وتيريزا كونتيسة البرتغال عمة أوراكا البرتغالية.